# Lista kodeksów Mezoameryki
Kodeksy Mezoameryki – dokumenty ludów tubylczych wielkich środkowoamerykańskich kultur zawierające zapiski obserwacji astronomicznych, tekstów magicznych, religijnych, rytualnych.

## Kodeksy Azteków

### Z grupy Kodeksów Borgia
- Kodeks Borgia
- Kodeks Vaticanus B
- Kodeks Laud
- Kodeks Fejervary-Mayer
- Kodeks Cospi

### Z grupy Kodeksów Magliabecchiano
- Kodeks Magliabecchiano
- Kodeks Ixtlilxochitl
- Kodeks Tudela
- Kodeks Veitia
- Kodeks Codice del Museo de America

### Pozostałe

#### Kodeksy
- Kodeks Aubin
  - Kodeks Vaticanus 3738
  - Kodeks Vaticanus
  - Kodeks Vatican A
  - Kodeks Fonds Mexicanus 20
- Kodeks Rios
- Kodeks Boturini
- Kodeks Telleriano-Remensis
- Kodeks Borbonicus
- Kodeks Mendoza
- Kodeks Florentino
- Kodeks Xicotepec
- Kodeks Tonalamatl Aubin
- Kodeks Duran
- Kodeks Cozcatzin
- Kodeks Azoyu
- Kodeks Ramirez
- Kodeks Chimalpahin, Vol.I i Vol.II
- Kodeks Osuna
- Kodeks Tlatelolco
- Kodeks Azcatitlan

#### Manuskrypty
- Manuscript Commentary
- Manuskrypt Badianus

## Kodeksy Majów
- Kodeks drezdeński, Codex Dresdensis
- Kodeks paryski, Codex Peresianus
- Kodeks madrycki, 
  - Kodeks Troano
  - Kodeks Cortesianus
- Kodeks Grolier

## Kodeksy Misteków
- Kodeks Zouche-Nuttall
- Kodeks Egerton
  - Kodeks Sanchez-Solís
  - Kodeks Waecker Götter
- Kodeks Bodley
- Kodeks Selden
  - Kodeks Selden I
  - Kodeks Selden II
  - Kodeks Anute
- Kodeks Vindobonensis
  - Kodeks Wiedeński
- Kodeks Becker
  - Kodeks Becker I
  - Kodeks Becker II
  - Kodeks Alfonso Caso
  - Kodeks Colombino
- Kodeks Tulane

oraz
- Kodeks Baranda
- Kodeks Dehesa
- Kodeks Muro
- Kodeks Yanhuitlan

### Manuskrypty
- Manuskrypt Parafivio